# VIK Västerås HK
VIK Västerås Hockey Klubb je profesionální švédský hokejový tým. Byl založen v roce 1939 jako hokejový oddíl sportovního klubu Västerås IK. V roce 1980 se hokejový oddíl osamostatnil.